# B. Fleischmann
B. Fleischmann, pseudonimo di Bernhard Fleischmann (1975), è un musicista austriaco, di musica elettronica.

## Biografia
Ha iniziato la carriera come batterista nel 1991. Dal 1998 inizia a sperimentare la musica elettronica ed ottiene come risultato uno stile che unisce beat minimal e ambient alla techno e al trip hop. Sale alla ribalta nel 1999 con l'album Pop Loops for Breakfast e con l'EP Sidonie, pubblicati dalla Charhizma e da Morr Music. Dopo diverse apparizioni in compilation ed un tour con gli Iso 68, nel 2000 ottiene la fama anche negli Stati Uniti con A Choir Of Empty Beds. Nel 2003 pubblica il doppio CD Welcome Tourist. Collabora in tre album con i Duo 505.

## Discografia

### Album studio
- 1999 - Pop Loops for Breakfast
- 1999 - Sidonie
- 2000 - A Choir of Empty Beds
- 2001 - TMP
- 2003 - Welcome Tourist
- 2006 - The Humbucking Coil
- 2007 - Melancholie
- 2008 - Angst is not a Weltanschauung
- 2012 - I'm Not Ready for the Grave Yet
- 2018 - Stop making fans